# مت اکلی
مت اکلی (انگلیسی: Matt Oakley؛ زادهٔ ۱۷ اوت ۱۹۷۷) یک بازیکن فوتبال اهل بریتانیا است.